# Oudihés
Cet article concerne un peuple. Pour sa langue, voir Oudihé.
Les Oudihés (autres transcriptions : oudégué, oudéguéï, ude, udihe, udekhe, udeghe, udege, udegei, etc.,) sont un peuple indigène de l'Extrême-Orient russe, au sud-est de la Sibérie, près de la Mandchourie. 
Ils habitent près du fleuve Amour et de ses affluents, l'Oussouri, l'Anjui et le Sungari dans les régions du Primorié et de Khabarovsk. Ils parlent l'oudihé, une langue toungouse et leur religion est imprégnée de chamanisme. Leur population est en hausse légère comparée à 1970 où ils n'étaient que 1500. Gwasjugi (ru) est l'un de leurs plus gros villages, il compte environ 200 Oudihés pour 251 habitants (2011) ainsi qu'un centre touristique ethnoculturel depuis 2003.  
Agzou est un autre village peuplé principalement par les Oudihés, dans le nord du Primorié. 
Dans la seconde partie du XIXe siècle, des Oudihés partiellement sinisés ont migré vers les confins des provinces du Heilongjiang et du Jilin. Leurs 500 descendants y sont appelés Qiakala et sont considérés officiellement comme des Mandchous.
- Djansi Batovich Kimonko (ru) - écrivain en langue oudihé.